# Muhabbetana capensis
Muhabbetana capensis is een vlinder van de familie van de dwergmineermotten (Nepticulidae), van de onderfamilie van de Nepticulinae. De wetenschappelijke naam van deze soort is voor het eerst voorgesteld als Ectoedemia capensis door Malcolm John Scoble in een publicatie uit 1983.
De soort komt voor in Zuid-Afrika.